# كاثي براون
كاثي براون (بالإنجليزية: Kathy Brown)‏ هي مغنية أمريكية، ولدت في 12 يوليو 1960.

## وصلات خارجية
- الموقع الرسمي
- كاثي براون على موقع ميوزك برينز (الإنجليزية)
- كاثي براون على موقع ديسكوغز (الإنجليزية)